# St. Leonhard in Passeier
St.Leonhard in Passeier (em italiano San Leonardo in Passiria) é uma comuna italiana da região do Trentino-Alto Ádige, província de Bolzano, com cerca de 3.425 habitantes. Estende-se por uma área de 88 km², tendo uma densidade populacional de 39 hab/km². Faz fronteira com Moso in Passiria, Racines, Rifiano, San Martino in Passiria, Sarentino, Scena.
Pessoas ligadas à localidade
- Andreas Hofer, (1767-1810), patriota
- Georg Klotz, (1919-1976), militante independentista do Befreiungsausschuss Südtirol
- Eva Klotz, (1951), politica

## Demografia
| Variação demográfica do município entre 1861 e 2011                               |
|                                                                                   |
| Fonte: Istituto Nazionale di Statistica (ISTAT) - Elaboração gráfica da Wikipedia |

## Bibliografía
- (em alemão) Werner Graf, Häuser- und Höfegeschichte von St. Leonhard in Passeier 1775-1913, S. Leonardo, Comune di S. Leonardo, 1993; 344 páginas
- (em alemão) Karl Gruber, Die Kirchen von St. Leonhard in Passeier, Lana, Tappeiner, 1993; ISBN 88-7073-162-6